# Millennium (canção)
"Millennium" é uma canção de Robbie Williams, o primeiro single de seu segundo álbum de estúdio, I've Been Expecting You, lançado a 26 de Outubro de 1998.
A canção é baseada em um sample de "You Only Live Twice", originalmente gravada por Nancy Sinatra para o filme homônimo de James Bond. O clipe da música inclusive é uma paródia a 007, com Williams tentando pilotar o jetpack de Thunderball, abrindo uma mala similar à de From Russia with Love, e interagindo com o Aston Martin de Goldfinger.